# Manoir de Chaubuisson
Le manoir de Chaubuisson est un ancien relais de chasse français du XIXe siècle situé dans la commune de Fontenay-Trésigny dans le département de Seine-et-Marne et la région Île-de-France.

## Histoire
Le manoir se situe sur le lieu-dit de Chaubuisson qui était, sous Louis XIII, une seigneurie particulière que Jean Bazin, échevin de Paris - magistrat municipal chargé de la Police et des affaires de la Commune - donna en dot à sa fille Anne, lorsqu’elle épousa en 1635 Jean de Loynes, correcteur des Comptes.
Sous Louis XVI, cette terre a appartenu encore à Marie Adélaïde de Loynes mariée à François Auguste Leclerc de la Motte, capitaine d’infanterie.
C’est sur ces terres que fut construit le manoir en 1893, tout près du château de Vaux-le-Vicomte, l’un des plus somptueux du XVIIe siècle, fréquenté par La Fontaine, Molière ou Madame de Sévigné.
Cet édifice, construit dans le style des manoirs normands, fut habité par des exploitants de bois, puis transformé en Relais & Châteaux dans les années 1950.
Le chanteur français Michel Polnareff a vécu et puisé l’inspiration pendant plus d'un an dans le petit pavillon du parc surnommé « Blanche Neige ».
Depuis 2000, le Manoir est un site exclusivement voué à l’accueil de séminaires d’entreprises.